# نيبيديرمين
نيبيديرمين (بالإنجليزية: Nepidermin) (اسم العلامة التجارية Easyef), المعروف أيضا باسم المؤتلف عامل نمو البشرة البشرية (rhEGF), هو المؤتلف شكل الإنسان عامل نمو البشرة (EGF) و مندب (الدواء الذي يعزز التئام الجروح من خلال تشكيل ندبا). تم تطويره بواسطة Daewoong Pharmaceutical. كشكل مؤتلف من EGF, nepidermin هو ناهض لمستقبل عامل نمو البشرة (EGFR), وهو أول ناهض EGFR يتم تسويقه.
يتم تسويقه كمرهم لعلاج تقرحات القدم السكرية والجروح والثعلبة (تساقط الشعر) في فيتنام والفلبين وتايلاند والصين.
اعتبارًا من عام 2017, كان في التجارب السريرية في كوريا الجنوبية لعلاج التهاب الفم (التهاب الفم أو الشفتين) ولعكس الآثار الجانبية الجلدية التي يسببها إرلوتينيب (مثبط EGFR).